# Adineta gracilis
Adineta gracilis är en hjuldjursart som beskrevs av Oliver Erichson Janson 1893. Adineta gracilis ingår i släktet Adineta och familjen Adinetidae. Arten är reproducerande i Sverige. Inga underarter finns listade i Catalogue of Life.